# Parc Nacional de Chandoli
El parc Nacional de Chandoli (en marathi: चांदोली राष्ट्रीय उद्यान) és un parc nacional de l'Índia, situal en el districte de Sangli, dins l'estat de Maharashtra. Té una extensió de 317,67 quilòmetres quadrats i va ser creat al maig de 2004. Amb anterioritat fou un «santuari de la vida salvatge», declarat com a tal l'any 1985.
El parc de Chandoli destaca com la porció meridional de la Reserva del tigre de Sahyadri, que amb el Santuari de la vida salvatge de Koyna forman la part septentrional de la reserva. Els 741,22 km² de la reserva i el santuari van ser declarats per la National Tiger Conservation Authority com a reserva de tigres de l'Índia del Projecte Tigre, el 21 de maig de 2007, estimant-se la seva població en nou tigres i 66 lleopards.

## Flora
Els tipus de bosc que es troben són una mescla de boscos humits de la costa malabar i boscos caducifolis del nord dels Ghats Occidentals. En els boscos perennes nans, es poden trobar algunes espècies arbòries com Memecylon umbellatum, Syzygium cumini, Actinodaphne (angustifòlia), Ficus glomerata o F. racemosa, Olea (diocia), katak Bridelia retusa, Lagerstroemia lanceolata, kinjal Terminalia paniculata, kokum Garcinia indica i «phanasi» Carallia brachiata. Altres arbres que dominen el paisatge inclouen el llorer indi, Phyllanthus emblica, Ficus hispida i Terminalia chebula.
L'altre tipus de flora que es troba al parc són Andropogon dongari o Chrysopogon fulvus, Heteropogon contortus, Cenchrus ciliaris, Themeda quadrivalvis i herbàcies pertanyents a la família poàcia com Aristida funiculata. També hi són presents espècies de plantes insectívores com Dròsera i Utriculària.

## Fauna
Se sap que resideixen en els boscos de Chandoli prop de 23 espècies de mamífers, 122 d'aus, 20 espècies d'amfibis i rèptils.
Són bastant freqüents els tigres de Bengala, lleopards, gaurs, gat de Bengala, ossos morruts i esquirols gegants.
També s'hi troben ungulats, que són preses dels depredadors: muntjacs, sambar, tràgul tacat (Moschiola meminna) i antílops negres. Un cens dut a terme el 2002 pel Departament Forestal mostra un increment en el nombre de tigres, lleopards, cérvols i ossos morruts principalment, entre d'altres. Un cens similar de l'any 2004 va mostrar un alça de la població de gaurs en la Divisió de la Vida Salvatge de Kolhapur de 88 fins a 243 individus.